# Гилман (город, Миннесота)
Гилман (англ. Gilman) — город в округе Бентон, штат Миннесота, США. На площади 1,3 км² (1,3 км² — суша, водоёмов нет), согласно переписи 2002 года, проживают 215 человек. Плотность населения составляет 160 чел./км².
- Телефонный код города — 320
- Почтовый индекс — 56333
- FIPS-код города — 27-23804[1]
- GNIS-идентификатор — 0644148[2]